# Mike DeStefano
Mike DeStefano (29 de novembro de 1966 - 6 de março de 2011) foi um comediante de stand-up norte-americano.
Morreu após uma overdose de medicamentos, mesmo após ter passado 11 anos sem usar drogas. Também foi descoberto que era HIV-positivo.